# Irene Brietzke
Irene Beatriz de Mattos Brietzke (Porto Alegre, 7 de dezembro de 1944 - 14 de setembro de 2021), Mais conhecida como Irene Brietzke, foi uma atriz e diretora de teatro brasileira. Foi vice-presidente do Comitê Nacional de Arte Brasileira (CNAB), na diretoria de 2009 a 2014.
Criou e dirigiu o grupo Teatro Vivo, com o qual montou vários espetáculos a partir de textos de Bertolt Brecht, mas também de  autores brasileiros contemporâneos .

## Formação
Estreou como atriz em 1966, na peça infantil "Quatro pessoas passam enquanto as lentilhas cozinham", de Stuart Walker, com direção de Ivo Bender.
No ano seguinte, começou a cursar teatro no Centro de Arte Dramática (CAD) da UFRGS. No curso, participou de montagens com textos de Lorca ("Dona Rosita, a solteira", 1967), Brecht e Weill ("A ópera dos três vinténs", 1969) e Ésquilo ("Agamemnon", 1971). Como trabalho de diplomação, dirigiu "A cantora careca", de Eugène Ionesco.
Em 1971, graduou-se em letras e direção teatral pela Universidade Federal do Rio Grande do Sul (UFRGS). Dois anos depois, concluiu sua pós-graduação em teatro na Universidade de Denver, nos Estados Unidos. De volta a Porto Alegre, em 1976 tornou-se professora de direção teatral e interpretação no Departamento de Arte Dramática (DAD) da UFRGS .

## Teatro Vivo
Em 1978, Irene optou por dedicar-se ao trabalho de direção teatral, montando, com alguns de seus alunos no DAD, a peça "O casamento do pequeno burguês", de Brecht, com a qual conquistou seu primeiro Troféu Açorianos.
No ano seguinte, com o mesmo núcleo de atores, especialmente Denize Barella e Mirna Spritzer, fundou o grupo Teatro Vivo , que estreou com roteiro da própria Irene, "Frankie, Frankie, Frankenstein", inspirado no romance de Mary Shelley, e que cumpriu temporada em vários estados brasileiros, através do Projeto Mambembão da Funarte. 
O grupo Teatro Vivo manteve intensa atividade em toda a década de 1980 e no início dos anos 1990, tendo encenado 16 espetáculos em 15 anos, com destaque para textos de Brecht e pesquisas de aplicação dos princípios do teatro brechtiano em textos brasileiros contemporâneos. Segundo o crítico Cláudio Heemann , Irene Brietzke atinge o ponto alto de sua carreira como diretora com os espetáculos "Peer Gynt", de Ibsen (1987), e "Mahagonny", de Brecht (1988).

## Carreira de Atriz e diretora
Em maio de 1990, Irene Brietzke participou como convidada especial do Colóquio sobre teatro brasileiro e alemão, promovido pelo Instituto Goethe em Berlim. No mesmo ano, voltou a trabalhar como atriz, em dois espetáculos dirigidos por Miriam Amaral, ambas as atuações premiadas: recebeu o Prêmio Quero-Quero por "Onde estão os meus óculos?", de Karl Valentin (1990) e os Prêmios Sated e Açorianos por "Ana Stein compra uma calça e vai jantar comigo", de Thomas Bernhard (1992).
Em 1993, retornou à Alemanha para pesquisar no Arquivo Brecht de Berlim, visando a encenação do espetáculo "Um Homem É um Homem", que comemorou os 15 anos de atividades do Teatro Vivo.
Nos anos 1990, voltou a trabalhar como atriz, dirigiu peças infantis e foi curadora do festival de teatro Porto Alegre em Cena (1996-97). Em 1998, dirigiu ainda a abertura oficial do Carnaval de Porto Alegre.
Na virada do século, dirigiu dois espetáculos baseados em textos da escritora Martha Medeiros e ainda, a convite do governo do Rio Grande do Sul, o espetáculo "Rio Grande do Sul em música e dança", que teve 7 apresentações na Expo 2000, em Hanôver, na Alemanha. Desde 2003, vem trabalhando exclusivamente como atriz, em filmes e programas de televisão, principalmente com os diretores gaúchos Sérgio Silva, Jorge Furtado e Ana Luiza Azevedo .
Irene Brietzke participou de duas eleições para a diretoria do Comitê Nacional de Arte Brasileira (CNAB). Em 2009, foi candidata à vice-presidência na chapa Avante CNAB, ao lado de Fausto Cavalcante Leal, sendo eleita com 50,23% dos votos (108 delegados). Em 2014, concorreu à presidência pela mesma chapa, tendo Fausto Cavalcante Leal como vice, e obteve 47,64% dos votos (132 delegados), sendo derrotada por Aderbal Freire.

## Prêmios especiais
Irene Brietzke recebeu ainda vários prêmios pelo conjunto de sua obra: em 1990, o Prêmio Qorpo Santo, da Câmara de Vereadores de Porto Alegre, "por sua contribuição à história cultural da cidade"; em 1991, o Na-Amat, da organização internacional As Pioneiras; em 1998, o Prêmio Ieacen, do Instituto Estadual de Artes Cênicas, "por seu relevante empenho no desenvolvimento do teatro no Estado do Rio Grande do Sul"; e, em 2009, o Prêmio Joaquim Felizardo, da Prefeitura Municipal de Porto Alegre .

## Carreira como diretora teatral
- 2002: "Almas gêmeas", de Martha Medeiros
- 2000: "Rio Grande do Sul em música e dança"
- 2000: "Trem-bala", de Martha Medeiros
- 1998: "Noite Brecht", a partir de canções de Brecht e Weill
- 1996: "Biba, Dudu, Molenga e Chorona" (infantil)
- 1995: "O menino maluquinho, de Ziraldo (infantil)
- 1994: "Um homem é um homem", de Brecht
- 1986: "Parentes entre parênteses", de Flávio de Souza
- 1987: "Peer Gynt", de Henrik Ibsen
- 1988: "Mahagonny, de Brecht e Weill
- 1985: "A aurora da minha vida", de Naum Alves de Souza
- 1984: "O casamento do pequeno burguês (segunda montagem)
- 1983: "No natal a gente vem te buscar", de Naum Alves de Souza
- 1982: "O rei da vela, de Oswald de Andrade
- 1981: "Happy end", de Brecht, Weill e Elisabeth Hauptmann
- 1980: "Salão grená", a partir de canções de Brecht e Weill
- 1979: "Praça de Retalhos", de Carlos Meceni (infantil)
- 1979: "Frankie, frankie, Frankenstein", baseado em Mary Shelley
- 1978: "O casamento do pequeno burguês", de Brecht
- 1971: "A cantora careca", de Ionesco

## Filmografia como atriz[10]
- 2014: "Doce de mãe" (série) .... Carlinda
- 2011: "Três vezes por semana (curta) .... Sílvia
- 2011: "Homens de Bem" (telefilme) .... Miranda
- 2011: "Até a vista" (curta) .... Bruja
- 2010: "Antes que o mundo acabe" (longa) .... Glória
- 2008-2009: "Fantasias de uma dona de casa" (série de TV, 8 episódios) .... tia Ivone
- 2007: "Saneamento básico, o filme"  (longa).... pedagoga
- 2003: "O Homem que copiava" .... (longa) cliente do supermercado
- 2003: "Miriam" (curta-metragem) .... Miriam
- 2002: "Houve uma vez dois verões" .... mãe de Inácio (voz)
- 1997: "Ângelo anda sumido" (curta) .... mulher do terceiro andar
- 1997: "Anchietanos" (episódio da série "A Comédia da Vida Privada") .... professora de inglês
- 1990: "Heimweh/Nostalgia" (longa) ....